# Паранойя (фильм, 2013)
«Паранойя» (англ. Paranoia) — американский фильм 2013 года режиссёра Роберта Лукетича, основанный на одноименном романе Джозефа Файндера 2004 года.. 
Премьера фильма в США состоялась 16 августа 2013 и он провалился в прокате, собрав 17 миллионов долларов при бюджете в 35 миллионов долларов. Фильм получил негативные отзывы критиков и был назван «банальным и неоригинальным».

## Сюжет
Адам Кэссиди — парень из простой семьи, который мечтает пробиться в жизни и разбогатеть. Он обладает глубокими познаниями в области новейших технологий, он работает в корпорации Николаса Уайетта и вместе со своими друзьями разрабатывает революционное, как ему кажется, программное обеспечение для смартфонов. Однако после неудачной презентации своего товара Адам теряет работу и сталкивается с необходимостью срочно искать крупную сумму денег, чтобы оплатить операцию отца. Ко всему он ещё и обвинен в растрате денег (он использовал кредитную карту компании, чтобы оплатить обслуживание своих друзей в клубе).
В это нелегкое для Адама время бывший начальник, президент компании Уайатт и его головорез Майлз Мичам, делает молодому человеку предложение, угрожая арестом за мошенничество, — он должен проникнуть в компанию Огастина Годдарда — бывшего товарища и наставника Николаса (а теперь — опасного конкурента) и собрать данные на их разработки. Компания Годдарда разрабатывает революционный ноутбук под названием Occura. 
Адам проходит обучение у Джудит Болтон и, демонстрируя профессиональные способности, устраивается работать в компанию к Годдарду и, казалось, сразу завоёвывает его доверие. 
Он снабжает Годдарда, укравшего несколько его идей, передовым программным обеспечением для взлома мобильных телефонов, которое может быть потенциально использовано и в военных целях. Агент ФБР Гэмбл допрашивает Адама и сообщает ему, что трое других сотрудников Уайатта, ранее перешедших в компанию Годдарда, были найдены мёртвыми, но Адам игнорирует это.
Пытаясь добраться до секретов Годдарда, Адам ближе знакомится с главой его маркетингового отдела Эммой Дженнингс (как он предполагает — это поможет украсть файлы о будущих проектах Годдарда), между ними вспыхивает роман. 
Уайатт угрожает убить отца Адама, Фрэнка Кэссиди, если Адам не украдет революционный прототип, разработанный Годдардом. Позже Адам узнаёт, что Мичам и Болтон следят за ним и уничтожает камеры в его квартире. В отместку Мичам сбивает на машине друга Адама, Кевина, чуть не убивая его. Адаму даётся 48 часов на кражу прототипа. Сроки поджимают и Адам пытается проникнуть в тайное хранилище в офисе компании, но его останавливает служба безопасности. 
Вскоре выясняется, что Адам не более чем пешка в отношениях двух могущественных предпринимателей. Тот и другой контролировали каждый его шаг. В тот момент, когда они готовы пустить его в расход, Адам придумывает, как собрать компромат на них обоих. С помощью друзей и своего программного обеспечения, которое он смог внедрить в смартфоны противников, он записывает их откровенные переговоры. Материалы он передаёт ФБР и за сотрудничество он получает условный срок. 
В концовке Адам организует собственный бизнес (небольшой стартап в Бруклине) вместе с Кевином и их друзьями и приглашает на работу Эмму. Ему удаётся помириться с девушкой.

## В ролях
| Актёр            | Роль                   |
| ---------------- | ---------------------- |
| Лиам Хемсворт    | Адам Кэссиди           |
| Гэри Олдмен      | Николас Уайатт         |
| Эмбер Хёрд       | Эмма Дженнингс         |
| Харрисон Форд    | Огастин «Джок» Годдард |
| Джош Холлоуэй    | агент Гэмбл            |
| Лукас Тилл       | Кевин                  |
| Анджела Сарафян  | Элисон                 |
| Джулиан Макмэхон | Майлз Мичем            |
| Ричард Дрейфус   | Фрэнк Кэссиди          |
| Эмбет Дэвидц     | доктор Джудит Болтон   |
| Кевин Килнер     | Том Лунгрен            |
| Кристин Марзано  | Нора Саммерс           |
| Чарли Хофхаймер  | Ричард Макаллистер     |